# التقرير (فلم)
التقرير فيلم سوري تاليف الكاتب محمد الماغوط ومن سلسلة أفلام الفنان دريد لحام من إنتاج نادر الأتاسي وإخراج دريد لحام.
عرض الفيلم سنة 1986.

## بطولة وتمثيل
- دريد لحام
- رغدة
- منى واصف
- كريستين شويري
- عمر حجو
- شاكر بريخان
- عبد السلام الطيب
- أحمد رافع
- عباس النوري
- محمد طرقجي
- شريف السيد

## روابط خارجية
- مقالات تستعمل روابط فنية بلا صلة مع ويكي بيانات